# Plattsvepemossa
Plattsvepemossa (Radula complanata) är en levermossart som först beskrevs av Carl von Linné, och fick sitt nu gällande namn av Barthélemy Charles Joseph Dumortier. Plattsvepemossa ingår i släktet radulor, och familjen Radulaceae. Arten är reproducerande i Sverige. Inga underarter finns listade i Catalogue of Life.

## Bildgalleri

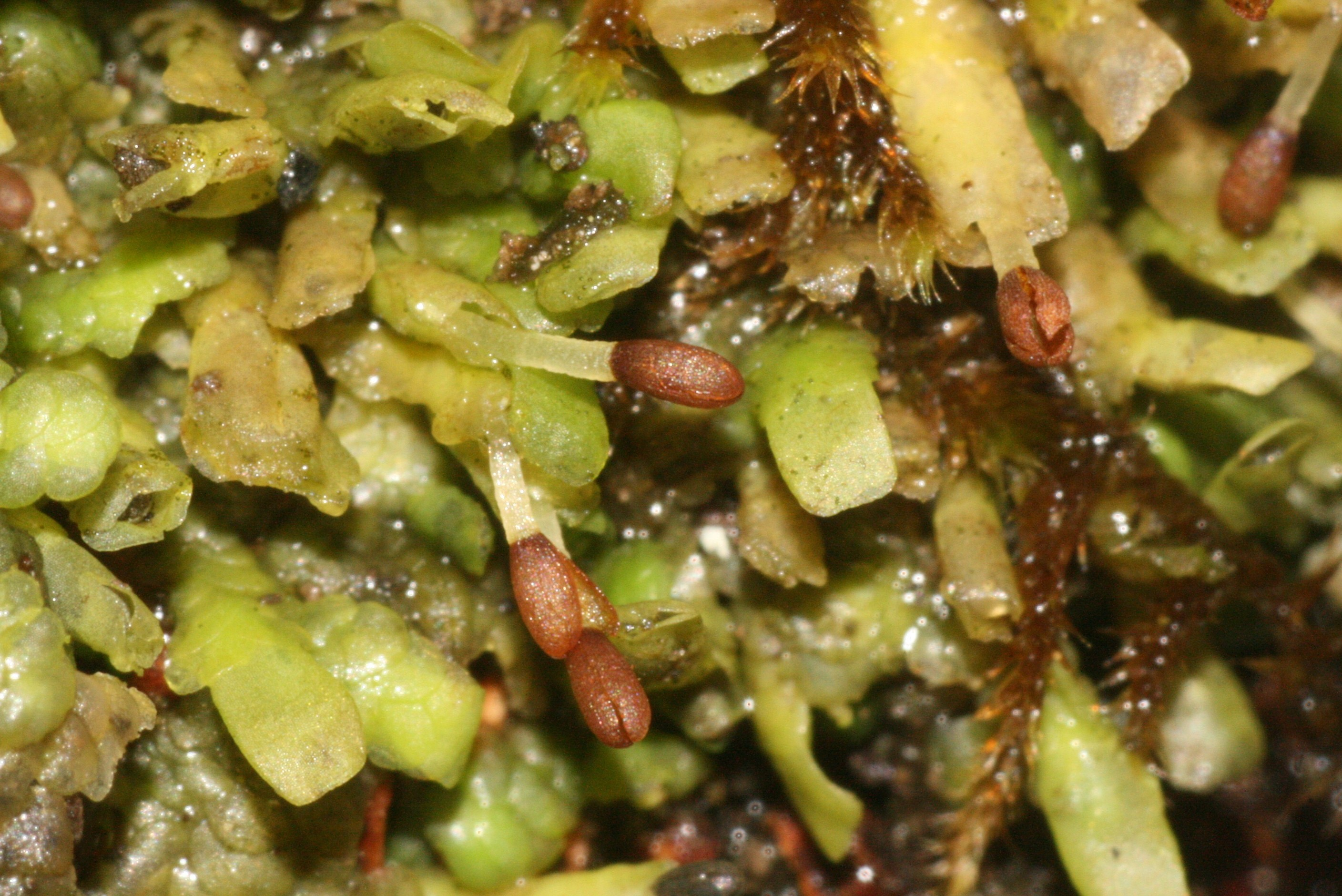
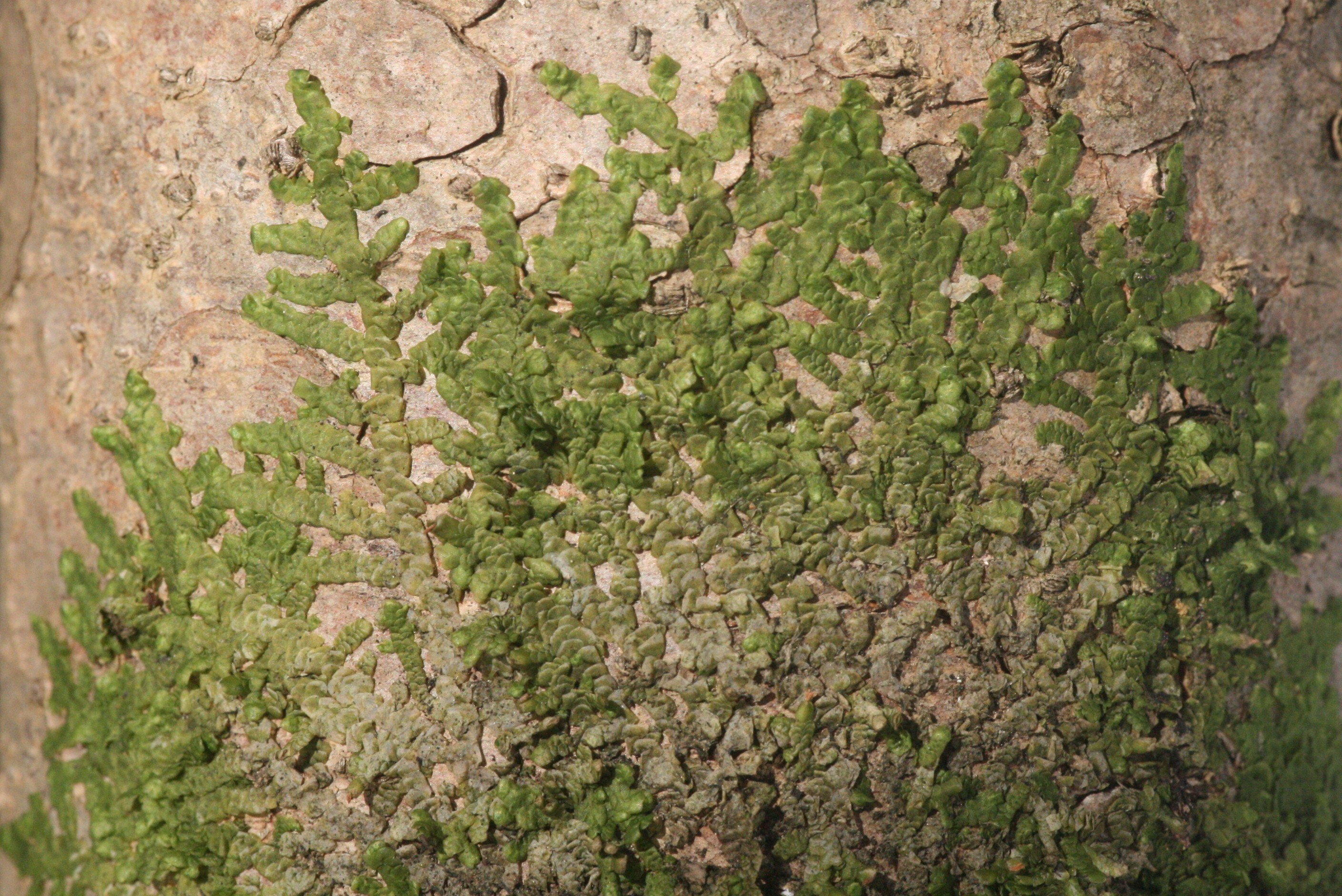
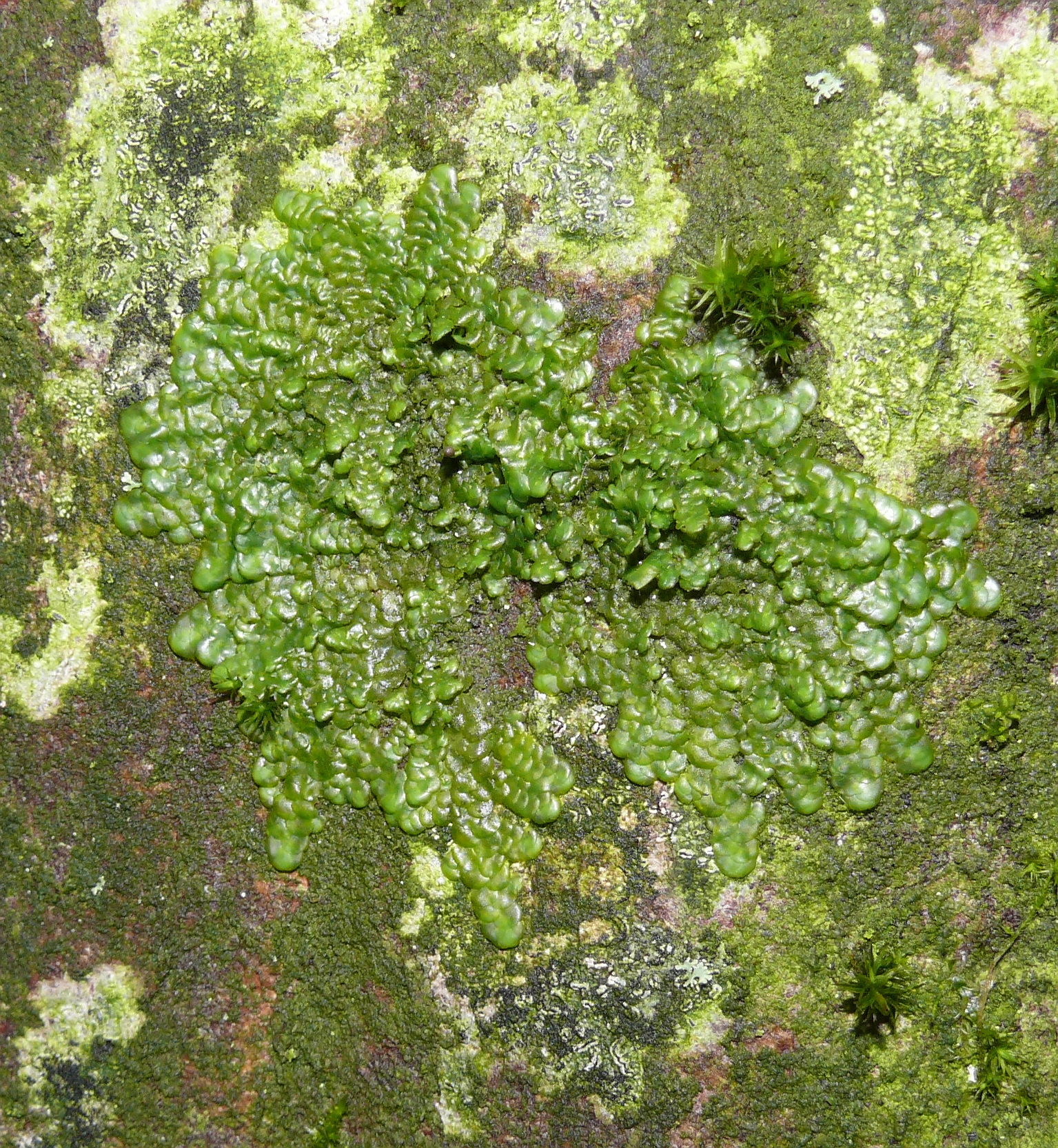
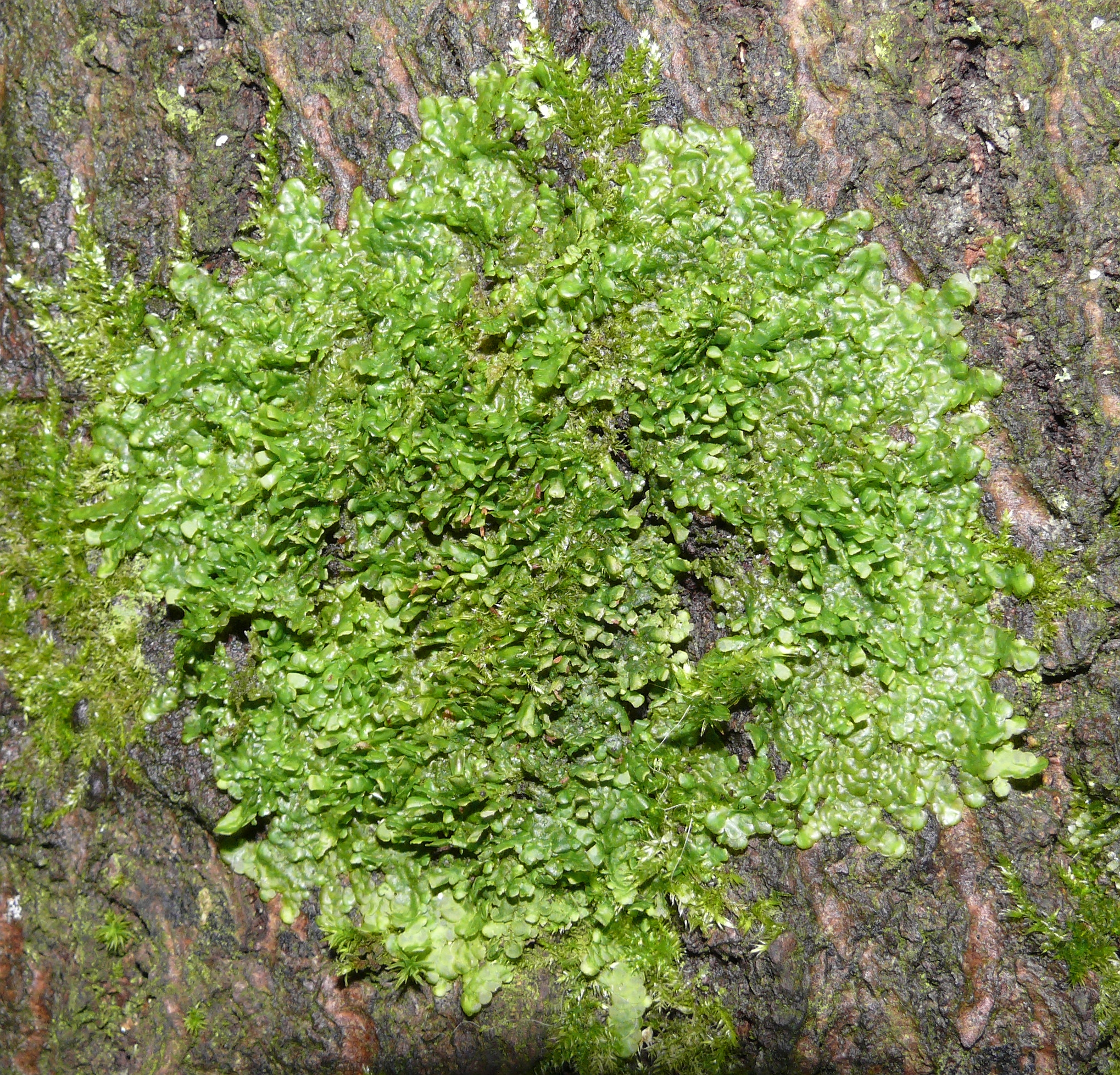